# Heinkel P.1076
O Heinkel P.1076 foi um caça monoplano monomotor planeado pela Heinkel. O projecto visava uma aeronave capaz de combater a alta altitude. Teria uma cabine pressurizada e, de acordo com os desenhos, design e dados, poderia ter-se tornado uma das mais rápidas aeronave a pistão da história. O seu criador, Siegfried Günter, baseou-se no Heinkel He 100 para a projecção deste projecto.